# Петраш, Норберт
Но́рберт Пе́траш (нем. Norbert Petrasch) — немецкий кёрлингист.
В составе мужской сборной ФРГ участник чемпионата мира 1988 (заняли шестое место). В составе юниорской мужской сборной ФРГ участник двух чемпионатов мира (лучший результат - шестое место в 1978).

## Команды
| Сезон   | Четвёртый         | Третий            | Второй            | Первый         | Турниры            |
| ------- | ----------------- | ----------------- | ----------------- | -------------- | ------------------ |
| 1975—76 | Ханс Дитер Кизель | Райнер Шёпп       | Wolfgang Artinger | Норберт Петраш | ЧМЮ 1976 (7 место) |
| 1977—78 | Райнер Шёпп       | Wolfgang Artinger | Норберт Петраш    | Christoph Falk | ЧМЮ 1978 (6 место) |
| 1987—88 | Райнер Шёпп       | Дитер Кольб       | Норберт Петраш    | Райнхард Эрнст | ЧМ 1988 (6 место)  |

(скипы выделены полужирным шрифтом)